# Кула (община)
43°53′00″ пн. ш. 22°32′00″ сх. д. / 43.88333° пн. ш. 22.53333° сх. д.
Кула (болг. Кула) — община у Болгарії. Входить до складу Видинської області. Населення становить 4 454 особи (станом на 15 березня 2015 р.). Адміністративний центр громади — однойменне місто.